# Adelphus

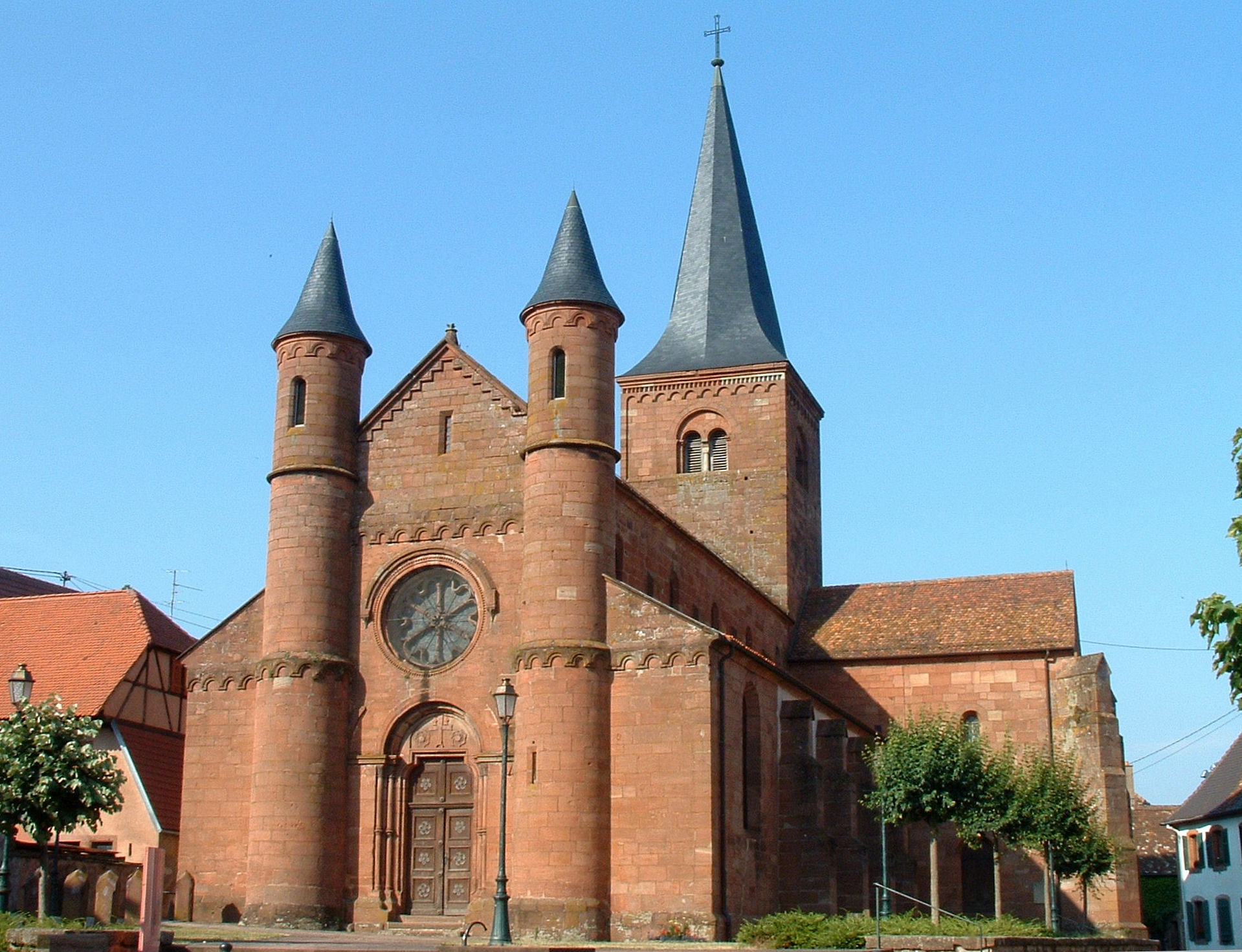
Adelphuskirche in Neuwiller-lès-Saverne

Adelphus von Metz (* im 4. Jahrhundert; † 29. August, im 5. Jahrhundert in Metz) war Bischof von Metz. Adelphus wird in der römisch-katholischen Kirche als Heiliger verehrt. Üblicherweise wird er in bischöflichen Gewändern mit einem Kirchenmodell in der Hand dargestellt.

## Geschichte und Legende
Über sein Leben ist wenig bekannt. Schriftliche Erwähnungen seiner Person sind vor 776 nicht erhalten, die älteste überlieferte Heiligen-Vita stammt vermutlich überwiegend aus der Mitte des 9. Jahrhunderts, ist aber auch nur in der gedruckten Fassung von 1506 überliefert. Danach soll er viele Wunder gewirkt, etwa Tote auferweckt, Dämonen ausgetrieben und Kranke geheilt haben.
Nach seinem Tod wurde Adelphus in der Krypta der Abteikirche St. Clemens in Metz bestattet. Seine Gebeine wurden im Auftrag des Metzer Bischofs Drogo nach Neuweiler im Elsass überführt. Wo sie am 17. Mai – wahrscheinlich 826 oder 836 – eintrafen. Damit wollte der Bischof seinen Einfluss im Elsass stärken. Anlässlich der Überführung nach Neuweiler soll der Heilige weitere Wunder gewirkt haben: Blumen sprießten, Bäume verneigten sich, und eine Quelle entsprang unterwegs dort, wo die Pferde gescharrt hatten. Die Glocken von Neuweiler sollen von selbst geläutet haben, woraufhin der Kellermeister aus seinem Weinkeller lief und vergaß, ein Fass mit dem Stopfen zu verschließen. Als er zurückkam, floss der ausgelaufene Wein von selbst ins Fass zurück. Die Reliquien des Heiligen entwickelten sich jedenfalls zu einem populären Pilgerziel.
Ende des 12. Jahrhunderts wurde Neuweiler von burgundischen Söldnern geplündert. Als einer der Soldaten versuchte, den Schrein des Adelphus aufzubrechen, soll er wahnsinnig geworden, seine eigene Hand gefressen haben und noch am gleichen Tag gestorben sein.
1468 wurde in Anwesenheit des Landesherren, Ludwig V. von Lichtenberg, und des Bischofs von Straßburg, Ruprecht von Pfalz-Simmern der Sarkophag geöffnet, die Vollständigkeit der Reliquie überprüft und bestätigt.
Der spätere Kaiser Maximilian I. besuchte 1507 die Adelphus-Reliquien und wiederholte 1516 seinen Besuch. Bei seinem ersten Besuch wurde der Schrein mit den Reliquien in Gegenwart des Bischofs von Straßburg, Wilhelm III. von Hohnstein, erneut geöffnet.

## Gedenken
Der Gedenktag des Heiligen ist der 29. August, in Metz abweichend der 30. August. Historisch wurde sein Gedenktag in Neuweiler am 1. September begangen. Darüber hinaus wurde dort am 15. Mai die Kirchweihe der St. Adelphi-Kirche und der 17. Mai als Tag der Translatio begangen.
Verehrt wird der heilige Adelphus auch in Kingersheim und ehemals befand sich eine Fingerreliquie im Kloster Schönensteinbach.
Ludwig V. von Lichtenberg ließ vier hochwertige Wandteppiche anfertigen, die Geschichten aus dem Leben des heiligen Adelphus sowie die die Öffnung des Sarkophags 1468 zeigen. Die Teppiche befinden sich heute ebenso wie die Gebeine des Heiligen in der Kirche St. Peter und Paul in Neuweiler.

## Heiligen-Viten
Die erste Veröffentlichung der Heiligen-Vita in gedruckter Form erfolgte 1506 unter dem Titel Vita Sancti Adelphi […]. Ihr lag ein Text aus der Mitte des 9. Jahrhunderts zugrunde, der wohl in Neuweiler entstanden ist. Für den Teil des Berichts zum Wirken des Heiligen als Bischof von Metz wurden umfangreich Passagen der Vita des Arnulf, 29. Bischof von Metz, aus dem 7. Jahrhundert übernommen. 1743 wurde der Text – allerdings mit abweichender Gliederung – erneut als Vita S. Adelphie ep. Metensis in den Acta Sanctorum publiziert. Dem ist ein Kommentar des Bollandisten Johannes Stilting beigefügt.
1972 wurde in Wien eine Handschrift mit einem abweichenden Text gefunden und später ediert, die in der Forschung als Vita auctore Werinhario bezeichnet wird. Sie basiert auf der Vita Sancti Adelphi […] setzt aber andere Schwerpunkte. So fehlen in ihr z. B. alle Wunder, die nach dem Tod des Heiligen geschehen sein sollen. Dieser Text entstand wohl um 1100 in Neuweiler.
Weiter waren deutschsprachige Adelphus-Legenden im Umlauf. Diese wurden überwiegend mündlich weitergegeben, in einigen Fällen aber auch schriftlich fixiert. Zwei befinden sich im Germanischen Nationalmuseum Nürnberg
- Hs. 2261 wurde in Bairisch zwischen 1465 und 1482 von der Nonne Anna Eyb im Kloster Pillenreuth verfasst.
- Hs. 86409, eine geistliche Sammelhandschrift, enthält einen dreiseitigen Text zum Leben des Heiligen Adelphus. Der Text wurde um 1450 verfasst und nur unwesentlich verändert 1502 gedruckt.[13]